# تب طلا در کالیفرنیا

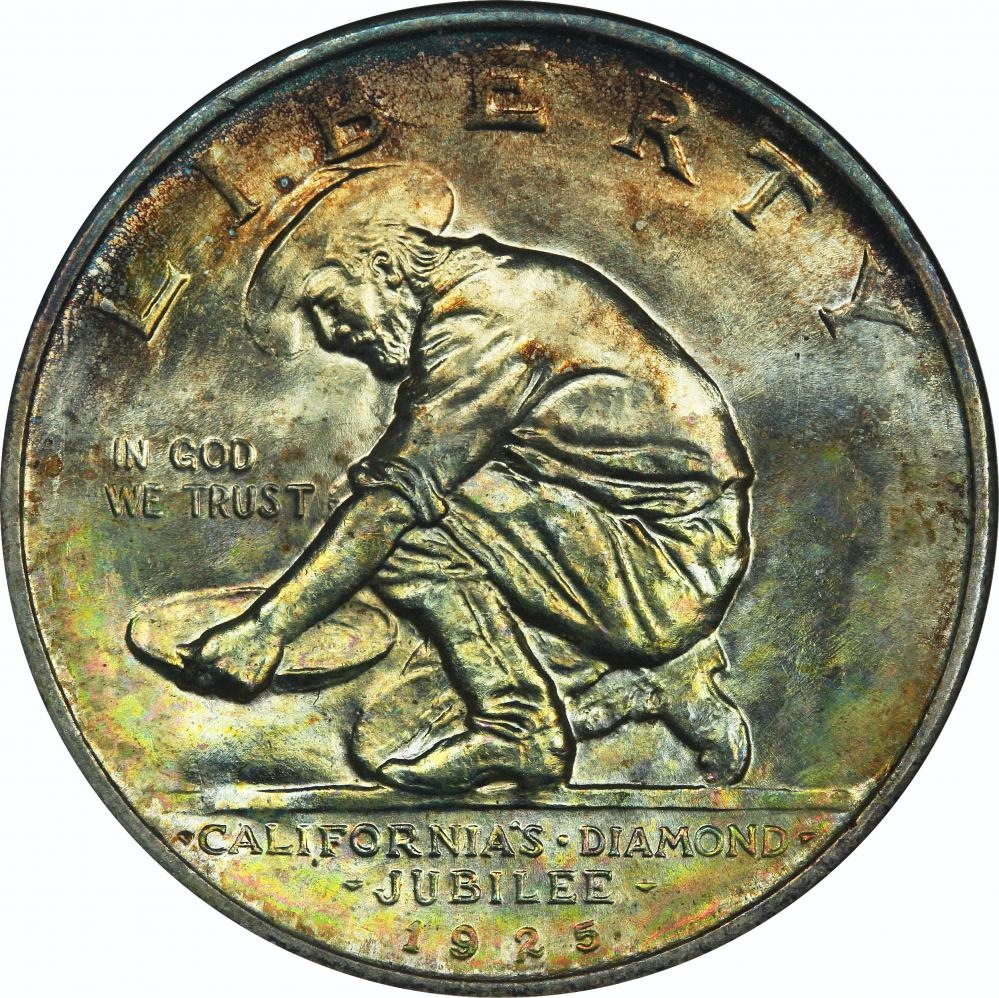
نیم‌دلار یادبود ایالت کالیفرنیا (۱۹۲۵)، جوینده طلا

تب طلا در کالیفرنیا (۱۸۵۵–۱۸۴۸) به آرامی از ۲۴ ژانویه ۱۸۴۸ با پیدا شدن طلا توسط جیمز دبلیو. مارشال در ساترز میل در کولوما، کالیفرنیا آغاز شد.
نخستین کسانی که اطلاعات موثق از تب طلا شنیدند مردم اورگن، جزایر ساندویچ (هاوایی)، مکزیک، پرو و شیلی بودند و اینان نخستین کسانی نیز بودند که در اواخر سال ۱۸۴۸ به ایالت کالیفرنیا هجوم آوردند.
تا سال ۱۸۵۰ طبق سرشماری ایالتی کالیفرنیا جمعیتی برابر با ۹۲٬۶۰۰ نفر در کالیفرنیا ساکن بودند که باید تعداد ۳۰٬۰۰۰ نفر به آن افزوده شود چرا که نتایج سرشماری‌های سن فرانسیسکو (بزرگ‌ترین شهر کالیفرنیا در آن موقع با جمعیت ۲۰٬۰۰۰ نفر)، شهرستان کنترا کستا و شهرستان سناتا کلارا مفقود شده‌بود و در جمعیت کل لحاظ نشده‌بود. جمعیت کالیفرنیا در اواخر ۱۸۵۰ بدون احتساب بومیان کالیفرنیا (که شمرده نشده‌بودند) بالغ بر ۱۱۰٬۰۰۰ هزار نفر بود. زنانی که سال‌های نخست به کالیفرنیا آمدند به وضوح اقلیتی کم‌تر از ۱۰٪ جمعیت بودند.
اخبار کشف طلا تا سال ۱۸۵۲ در حدود ۲۰۰٬۰۰۰ هزار نفر را از سایر نقاط ایالات متحده و خارج از آن به کالیفرنیا کشاند. نیمی از ۲۰۰٬۰۰۰ هزار نفر از طریق دریا و نیمی دیگر از راه زمینی و از طریق مسیر کالیفرنیا و جاده هیلا ریور رهسپار کالیفرنیا شدند.

## نگارخانه

تب طلا در کالیفرنیا
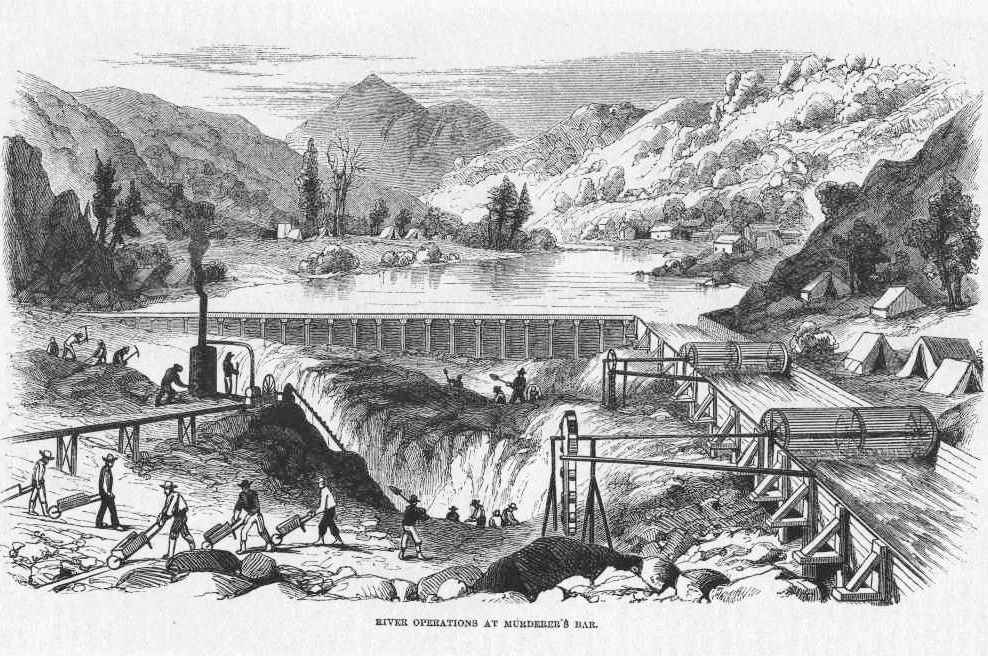
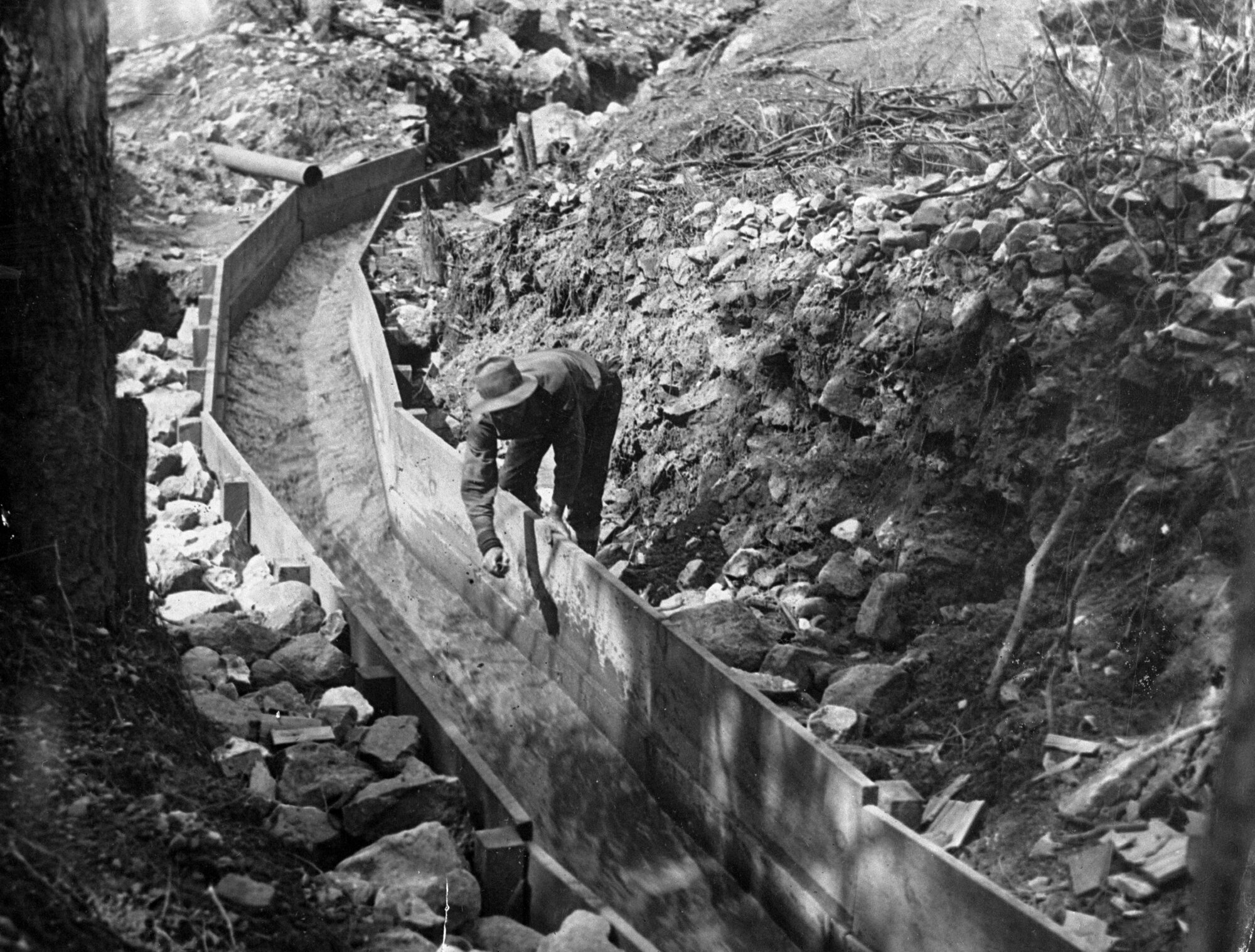
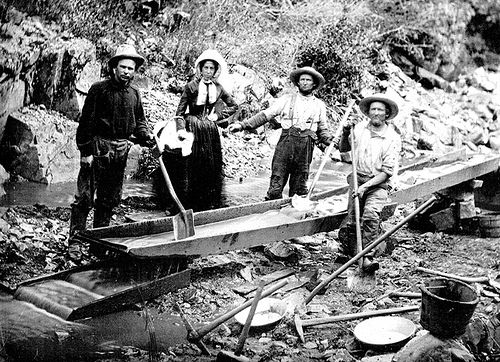
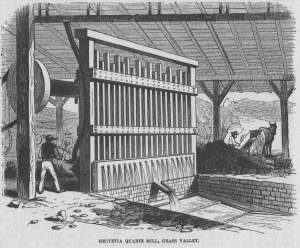